# Lotfi Bouchnak
Lotfi Bouchnak (arabe : لطفي بوشناق), également orthographié Lotfi Bouchnaq, né le 18 janvier 1954 à Tunis, est un chanteur, oudiste et compositeur tunisien élève de La Rachidia.
Fort d'une longue carrière et de son succès, il est célèbre à travers le monde arabe. Son timbre de voix lui vaut le surnom de « Pavarotti tunisien ». 

## Biographie
Dans les quartiers de la médina de Tunis, notamment de celui de Halfaouine qui a produit nombre d'artistes et où se mêlaient charmeurs de serpents, conteurs, musiciens de rue, et cafés-concerts, Lotfi Bouchnak grandit dans un environnement qui associe l'enracinement aux principes de la famille arabo-musulmane, le rythme effervescent de son quartier et l'amour pour la musique traditionnelle tunisienne et orientale. Cette association a forgé sa forte personnalité, un sens de la perfection, une grande sensibilité et déterminé ultérieurement son parcours artistique.
Dès son jeune âge, il s'intéresse à la musique et reprend les chansons de la diva Oum Kalthoum et des maîtres de la chanson égyptienne. Il intègre ensuite la Jeunesse musicale tunisienne puis La Rachidia comme premier soliste. Il peut y pratiquer le chant dont il améliore la technique avec le maître de la musique orientale et virtuose de l'oud, Ali Sriti. Cet apprentissage lui permet d'accéder très tôt à une maîtrise de la musique classique égyptienne et surtout d'élargir sa maîtrise des techniques vocales et instrumentales syro-andalouses et turques : mouachahs, qasids, dawrs et maqâms irakien, chant mystique et même opéra. Ceci lui permet d'exceller dans l'interprétation du malouf et de développer un style d'interprétation particulier, avec une nette propension à l'improvisation (irtijel) — un genre de chant délaissé car difficile — sur des strophes classiques ou des poèmes en arabe dialectal ; ces derniers mettent en valeur ses qualités vocales.
Chanteur hors pair selon Slaheddine Grichi, ses possibilités vocales et sa technique lui permettent de toucher à la perfection avec ses envolées, ses variations, ses ornementations et ses pics inégalables ; il fait preuve selon lui d'intelligence et d'une extrême rigueur, ne craignant pas de bousculer l'ordre établi, d'innover et de varier son produit autant sur le fond que sur la forme.
Il a travaillé par ailleurs avec des artistes connus comme l'Égyptien Sayed Mekawi, l'Irakien Fathallah Ahmed et l'autre talent de la musique tunisienne, Anouar Brahem. En plus de ses talents d'interprète et d'oudiste, Lotfi Bouchnak commence vers le milieu des années 1980 une carrière de compositeur. Il écrit une chanson pour Cheb Khaled et des titres pour le groupe de rap marseillais IAM. Afin de veiller à la bonne exécution de ses arrangements musicaux, il a même mis en place son propre studio d'enregistrement : Midophone.
Lotfi Bouchnak est privé du spectacle d'ouverture de l'édition 2011 du Festival international de Carthage après que le syndicat tunisien des musiciens juge sa présence malvenue en raison de ses rapports avec le régime déchu du président Zine el-Abidine Ben Ali et pour avoir signé en août 2010 un appel à sa réélection en 2014, ce qu'il conteste en indiquant que son nom a été ajouté « sans sa concertation ».
Il est surnommé « le Pavarotti tunisien »,.

## Répertoire
Par sa richesse et sa variété, Bouchnak a créé un répertoire unique en son genre dans la musique arabe, ce qui lui permet d'affirmer « qu'il ne cherche plus à trouver une place dans le monde artistique mais à laisser une empreinte dans l'histoire ». En effet, dans une complicité avec ses deux compagnons de route de longue date, le parolier de la majorité de ses chansons (Adem Fethi) et son arrangeur et ingénieur de son (Mohsen Matri), Bouchnak a interprété et composé tous les genres musicaux — malouf tunisien, andalou, égyptien, khaliji dont Leïla composée par le cheikh Mohammed ben Rachid Al Maktoum, symphonique, avant-rock (avec L'Enfance rouge), néo-métal industriel avec le projet Ruuhaaniia, etc. — et une grande variété de thèmes :

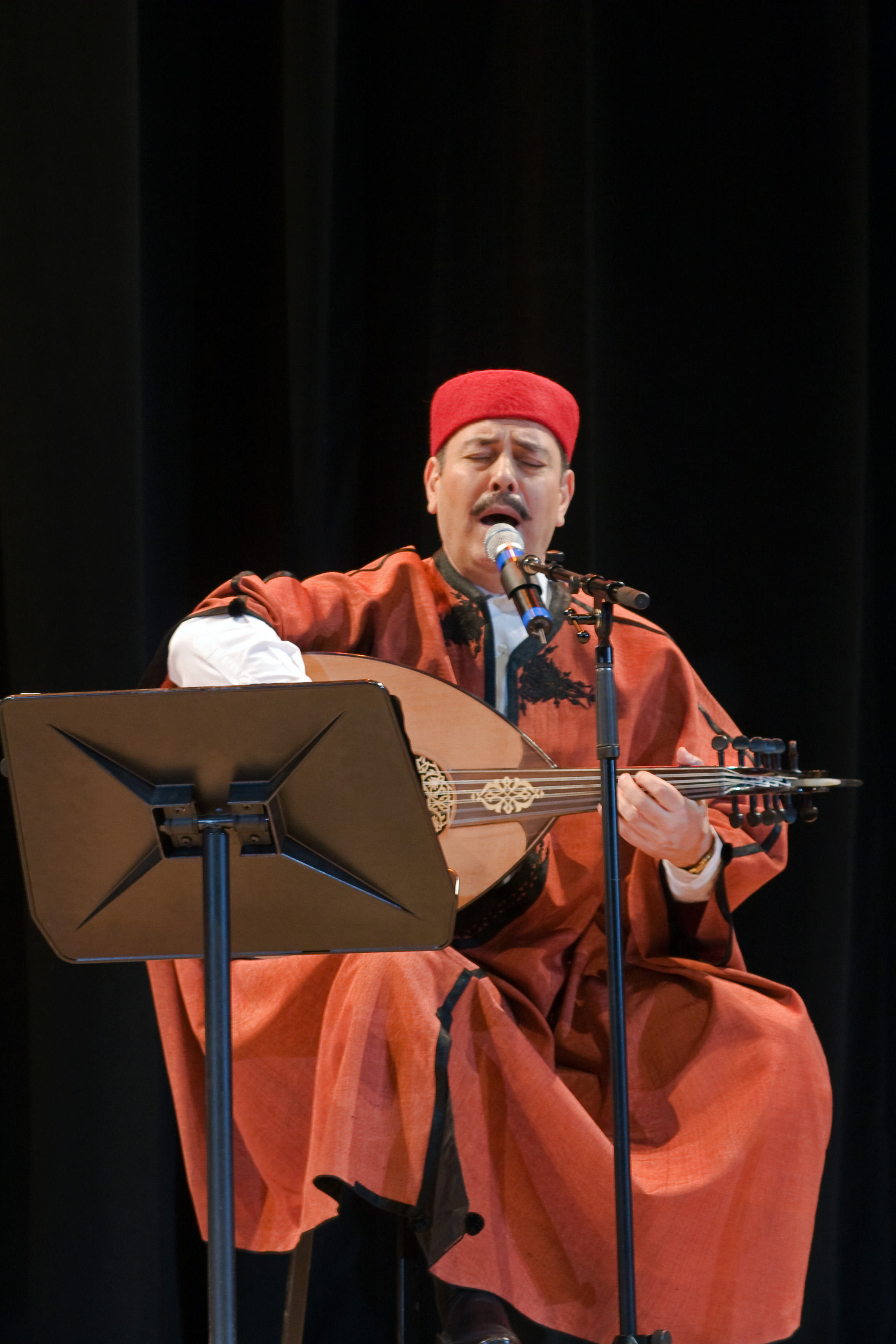
Lotfi Bouchnak pendant un concert de musique arabo-andalouse en 2009.

- chants soufis, dont ceux interprétés en duo avec Abida Parveen, chants liturgiques avec sa participation au spectacle Hadhra de Fadhel Jaziri, et invocations dont Asma Allah alhosna qui faisait partie des Ibtihalat ;
- chansonnettes : Ritek Ma Naâref Ouine sur le thème musical composé par Anouar Brahem du film Halfaouine, l'enfant des terrasses de Férid Boughedir ;
- duos : El àin elli matchoufekchi avec Micheline Khalifa, Ghanni ya fannen avec Karima Skelli (Maroc), Ya biledi avec Nour Mhanna (Syrie) ;
- enfantines : May may ;
- engagées : Sarajevo, Diana, Ana al Irak, Yahia Essalem (Vive la paix), Ana Al Arabi, Hadhi ghnaya lihom, Aallemni, Ana Habbit, Law Kan beedi, Taktik, Al Karassi, Ana Mouwaten ;
- environnementales : Jannetna el khadhra, Khalli el bahr yîich, Al ardh ardhena ;
- maternelles : Louine trouh, Sofia ;
- musiques de films : Parole d'hommes de Moez Kamoun (ar), Sois mon amie de Naceur Ktari, La Boîte magique de Ridha Béhi (où il participe également comme acteur), Un été à La Goulette de Férid Boughedir ;
- musiques de feuilleton : Ya layam kfeya pour le feuilleton Ghada, Ya bnedem pour le feuilleton Ya Zahra Fi Khayali ;
- patriotiques : Ahna El Joud, Touness ana wel hobb, Maâane mine ajli Touness, Ehna eljoud ;
- romantiques : Nassayaa, Ya mezyana ouard Ariana, Tdhellelt Bine Idih, Inti chamsi ;
- avant-rock : N'habbik[9] ;
- néo-métal industriel : Ruuhaaniia[7].

## Albums
| Albums | Titres |
| --- | --- |
| Lotfi Bouchnak chante Anouar Brahem : Ritek Ma Naâref Ouine (لطفي بوشناق يغني أنور ابراهم ريتك ما نعرف وين) | Ritek Ma Naâref Ouine (ريتك ما نعرف وين) Bidaya Jmaât Ennaouar (بيدي جمعت النوار) Tdhellelt Bine Idih (تذللت بين يديه) Ennaouara El Aachka (النوارة العاشقة) El Halfaouine (instrumental) (موسيقى الحلفاوين) |
| El àin elli matchoufekchi (العين اللي ما تشوفكشي)                                                           | El àin elli matchoufekchi avec Micheline Khalifa (العين اللي ما تشوفكشي مع مشلين) Ya mezyana ouard Ariana (يا مزيانة ورد أريانة) Nassayaa (نساية) Louine trouh (لوين تروح) Diana (ديانا) Cinema (سينما) Eech Kama Anta (عش كما أنت) |
| May may avec la chorale El Merrikh (مي مي مع كورال المريخ)                                                  | May may (مي مي) May may (instrumental) (موسيقى مي مي) Eech ya baladi (عش يا بلدي) Ana mayya (instrumental) (موسيقى أنا مية) Ana mayya (أنا مية) Jannetna el khadhra (جنتنا الخضراء) Jannetna el khadhra (instrumental) (موسيقى جنتنا الخضراء) Khalli el bahr yîich (خلي البحر يعيش) Khalli el bahr yîich (instrumental) (موسيقى خلي البحر يعيش) Al ardh ardhena (الأرض أرضنا) |
| Leïla (ليلى)                                                                                                | Leïla (ليلى) Soune el haoua (صون الهوى) Kolla ma janna eddouja (كل ما جن الدجى) Leïla (remix) (ليلى) Inta el ghala (انت الغلى) |
| Ghalbek ghalbek (غالبك غالبك)                                                                               | Ghalbek ghalbek (غالبك غالبك) Touness ana wel hobb (تونس أنا والحب) Chaâmatlek (شعمتلك) Maâane mine ajli Touness (معا من أجل تونس) Inti chamsi (إنت شمسي) Sarajevo Aallemni |
| Malouf tunisien                                                                                             | Samaài (سماعي) Hayara Al-Afkara Badri (حيّر الأفكار بدري) Bi Rash'Un Tayamani Ya aàziz Al-Husn (ياعزيز الحسن) Qum Taraffaq bil-Mushtaq (قم ترفّق بالمشتاق) Laàiba Al-Dhabyu Bi aàqli (لعب الضبي بعقلي) Ashku Al-Gharama (Inshad) (أنشاد أشكو الغرام) Dkhul (دخول) Istikhbâr (استخبار) Raqqat Bi Wasfi Jamâlika (رقّت بوصف جمالك) Zalayt Bi aàishqa (زلّت بي عشقا) Ash Dhuk Ash-Shamayil Hasabuna Fadaqqaqu (حسبونا فدقّقو)vBi Al-Rab Am-Ladhi Farrejcala Ayyub Sahab Al-Cuy Allah La Yiqtaà (الله لا يقطع) Istikhbâr (استخبار) |
| Live in Berlin                                                                                              | Nassayaa (نساية) El lila hilwa (اليله حلوه) Inti chamsi (إنت شمسي) Samai asbain mouwachah (موشح سماعي أصبعين) Irtigal (ارتجال) Aschthouk achamaail Dawr imta al hawa (دور امتا الهوى) |
| Chants classiques de Tunisie et du Moyen-Orient, Lotfi Bouchnak & l'Ensemble Al-Kindî                       | Bachraf Samaii Asbaain (بشرف سماعي أصبعين) Zarani munyati (زارني منيتي) Nauba Asbaain (نوبة أصبعين) Samaii Bayati Thaqil Qadim (سماعي بيّاتي ثقيل قديم) |
| Jahan-e-Khusrau: The Realm of the Heart, Abida Parveen & Lotfi Bouchnak                                     | Chaap Tilak Moosey Bolo Na Akbaroo Man Kunto Maula Aaj Rang Hai Tori Surat Ke Balihari Chashm-E-Maste Ajabe |

## Filmographie et télévision
- 2002 : La Boîte magique[10]
- 2012 : Maktoub[11]
- 2019 : Nouba[12]

## Prestations

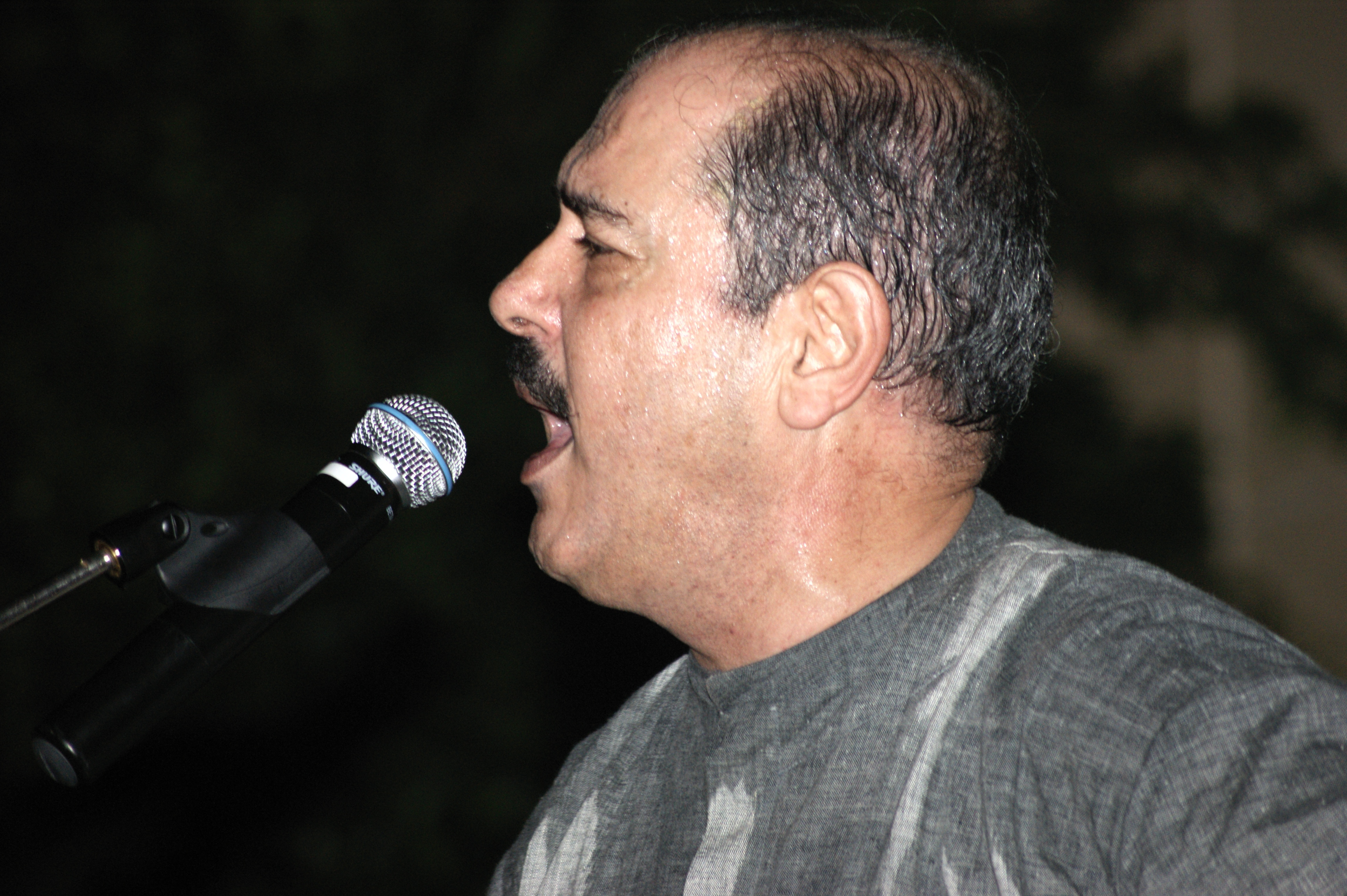
Lotfi Bouchnak en concert en 2008.

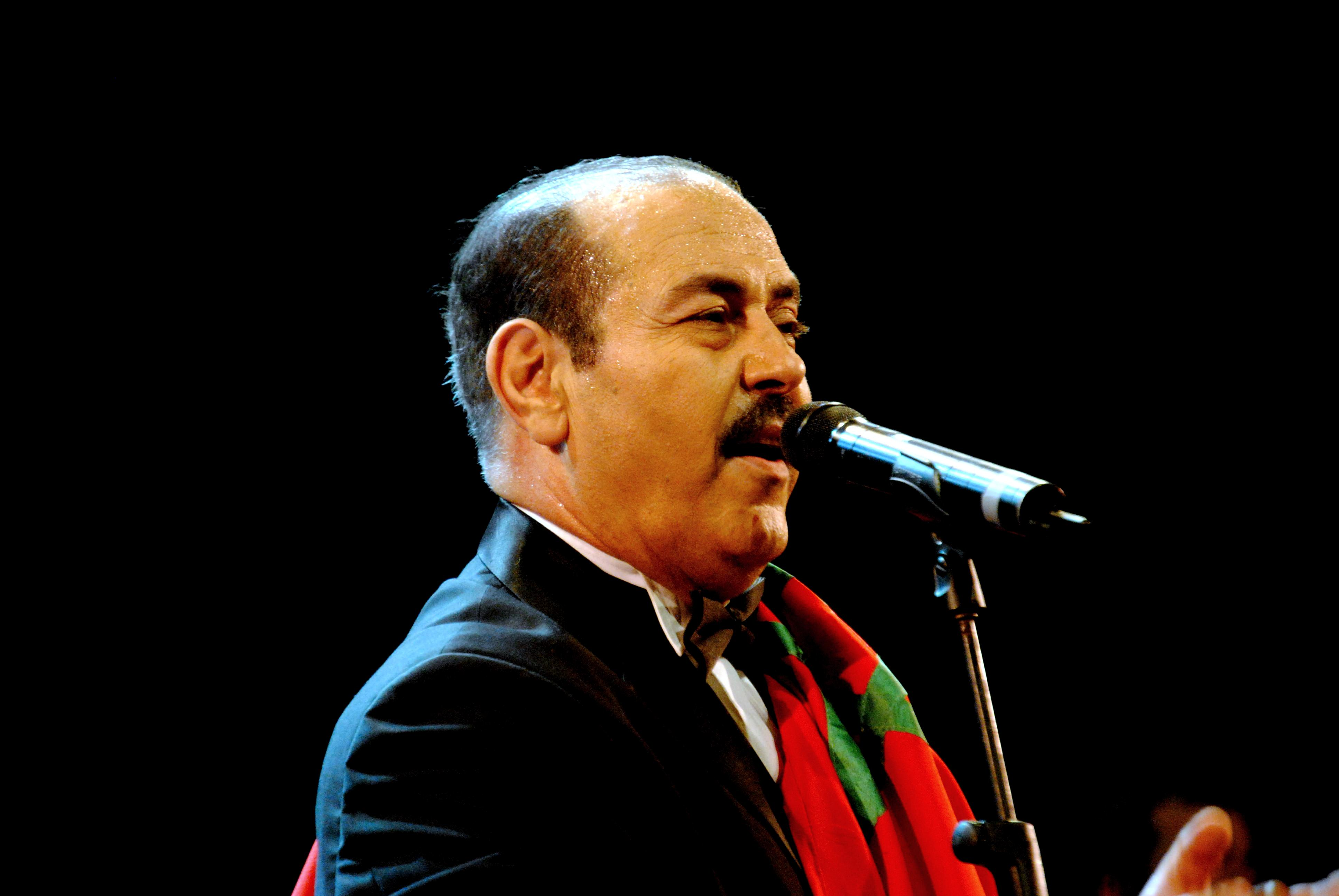
Lotfi Bouchnak au Festival Mawazine en 2013.

- Festival de Fès des musiques sacrées du monde ;
- Festival international de Carthage ;
- Festival international de Jerash ;
- Opéra khédival du Caire ;
- Concert pour les enfants de Gaza au Palais des congrès de Paris ;
- Lotfi Bouchnak Concert Tour au Japon (Tokyo, Gifu, Kyoto et Osaka) ;
- Festival Mawazine et rythmes du monde de Rabat ;
- Concert « Retour aux pyramides » du groupe IAM sur le plateau de Gizeh ;
- Concert au Festival FMM de Sines (Portugal) en 2012 avec L'Enfance rouge.

## Distinctions
- Grand-officier de l'Ordre national du Mérite (Tunisie)[13] ;
- Grand-officier de l'Ordre du 7-Novembre (Tunisie)[14] ;
- Médaille de l'Institut du monde arabe ;
- Citoyenneté d'honneur de l'État de Palestine[15],[16] ;
- Citoyenneté d'honneur de la Bosnie-Herzégovine[17] ;
- Prix de l'Opéra khédival du Caire ;
- Rabab d'or au Festival national des arts populaires de Marrakech pour l'ensemble de sa carrière ;
- Meilleur chanteur arabe en 1997 à Washington.

## Fonctions honorifiques
- Ambassadeur de la paix auprès de l'Organisation des Nations unies[18] ;
- Ambassadeur du ministère égyptien de l'Enseignement supérieur auprès de l'Organisation arabe pour l'éducation, la culture et les sciences[19] ;
- Ambassadeur honorifique du Festival de la chanson orientale à Sarajevo[20].

## Vie privée
Il est le père du réalisateur Abdelhamid Bouchnak et du compositeur Hamza Bouchnak.